# 제37회 대종상
제37회 대종상의 시상식에 관한 내용이다.

## 수상 및 후보

### 최우수작품상
- 박하사탕 - 이스트 필름 수상
- 춘향뎐
- 내 마음의 풍금
- 인정사정 볼 것 없다
- 유령

### 감독상
- 박하사탕 - 이창동 수상
- 춘향뎐 - 임권택
- 인정사정 볼 것 없다 - 이명세
- 내 마음의 풍금 - 이영재
- 주유소 습격사건 - 김상진

### 시나리오상
- 박하사탕 - 이창동 수상
- 세기말 - 송능한
- 진실 게임 - 이필혁
- 유령 - 봉준호
- 해피 엔드 - 정지우

### 남우주연상
- 유령 - 최민수 수상
- 내 마음의 풍금 - 이병헌
- 진실 게임 - 안성기
- 박하사탕 - 설경구
- 인정사정 볼 것 없다 - 박중훈

### 여우주연상
- 내 마음의 풍금 - 전도연 수상
- 송어 - 강수연
- 텔 미 썸딩 - 심은하
- 해피 엔드 - 전도연
- 진실 게임 - 하지원

### 남우조연상
- 해피 엔드 - 주진모 수상
- 주유소 습격사건 - 박영규
- 러브 - 박철
- 진실 게임 - 이무정
- 인정사정 볼 것 없다 - 장동건

### 여우조연상
- 박하사탕 - 김여진 수상
- 춘향뎐 - 김성녀
- 텔 미 썸딩 - 염정아
- 내 마음의 풍금 - 이미연
- 인정사정 볼 것 없다 - 최지우

### 신인남자배우상
- 박하사탕 - 설경구 수상
- 산책 - 김상중
- 해피 엔드 - 주진모
- 춘향뎐 - 조승우
- 세기말 - 차승원

### 신인여자배우상
- 노랑머리 - 이재은 수상
- 진실게임 - 하지원 수상
- 플란다스의 개 - 배두나
- 세기말 - 이재은
- 춘향뎐 - 이효정

### 신인감독상
- 유령 - 민병천 수상
- 진실 게임 - 김기영
- 반칙왕 - 김지운
- 내 마음의 풍금 - 이영재
- 해피 엔드 - 정지우

### 촬영상
- 인정사정 볼 것 없다 - 정광석 외 1명 수상
- 텔 미 썸딩 - 김성복
- 내 마음의 풍금 - 전조명
- 춘향뎐 - 정일성
- 주유소 습격사건 - 최정우

### 편집상
- 유령 - 고임표 수상

### 조명상
- 유령 - 서정달 수상

### 음악상
- 이재수의 난 - 원일 수상

### 의상상
- 이재수의 난 - 봉현숙 수상

### 미술상
- 춘향뎐 - 민언옥 수상

### 기획상
- 주유소 습격사건 - 이관수 수상

### 영상기술상
- 유령 - 유동렬 수상

### 음향기술상
- 유령 - 김석원 수상

### 심사위원 특별상
- 춘향뎐 - 태흥영화 수상

### 한국영화공로상
- 김지미 수상

### 남자인기상
- 한석규 수상

### 여자인기상
- 심은하 수상

### 각색상
- 내 마음의 풍금 - 이영재 수상

### 공로상
- (공로감독상) 수상

### 신인상
- 북경반점 - 문용식(촬영) 수상

### 특별상
- (스틸) 수상
- (연기) 수상

### 기타
- 1979년 10월28일 맑음 - 권종관 수상
- 소풍 - 송일곤 수상